# Kugururok River
Der Kugururok River ist ein 110 km langer rechter Nebenfluss des Noatak River im Nordwesten von Alaska. 

## Flusslauf
Seine Quelle liegt in den De Long Mountains, einem Gebirgszug der Brookskette. Er fließt in südwestlicher Richtung durch das Noatak National Preserve und mündet unweit des Lake Narvakrak in den Noatak River, der über den Kotzebue-Sund zur Tschuktschensee, einem Randmeer des Arktischen Ozeans, fließt.